# Allium macrostemon
Allium macrostemon là một loài thực vật có hoa trong họ Amaryllidaceae. Loài này được Bunge mô tả khoa học đầu tiên năm 1833.

## Hình ảnh

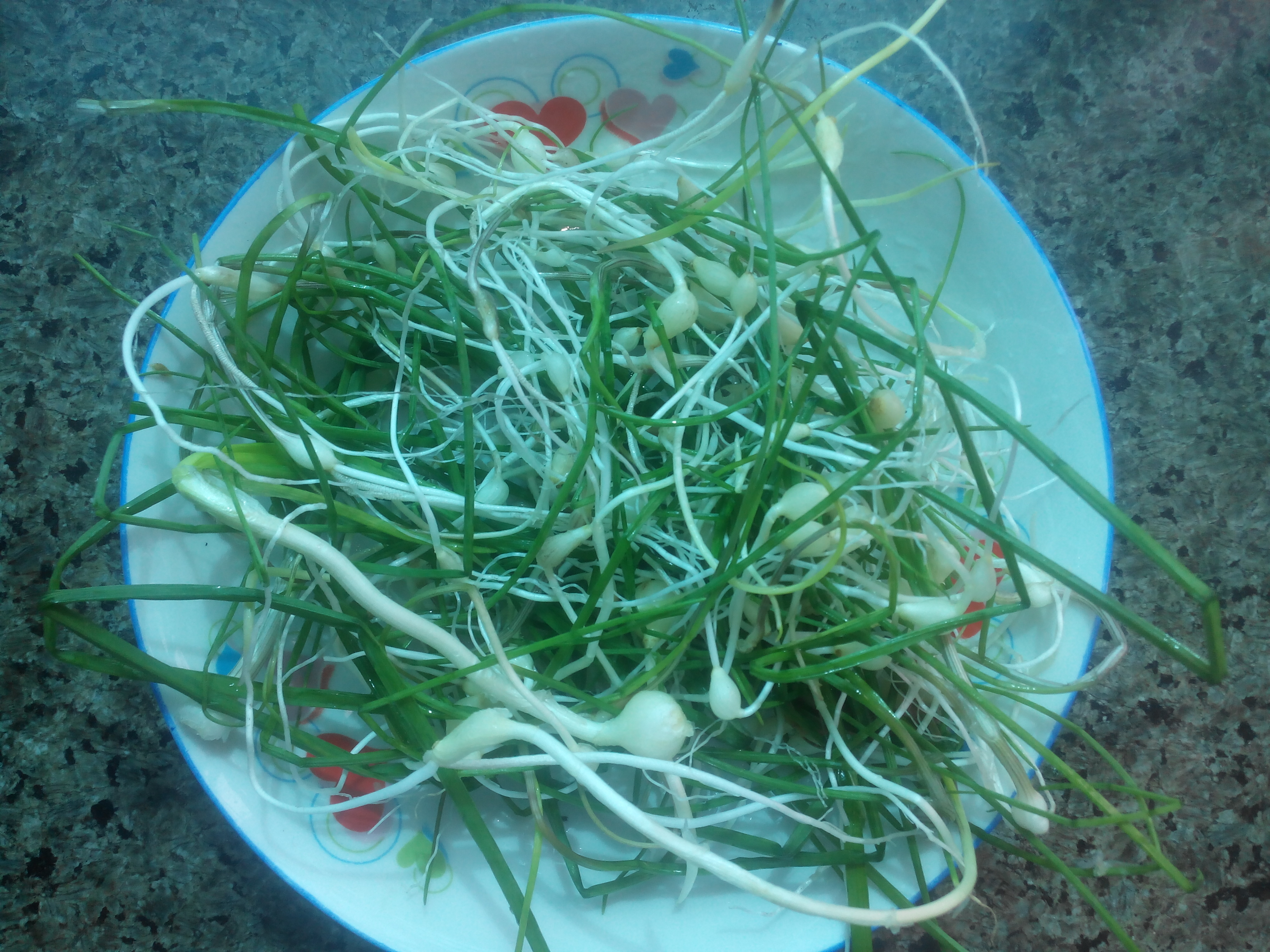